# 科尔维尔国家森林
科尔维尔国家森林（英語：Colville National Forest）是美国的一处国家森林，1907年3月1日建立，位处华盛顿州，占地面积954,409英畝（3,862.36平方），最近的城市为科尔维尔市。森林东接卡尼克苏国家森林，西临奥卡诺根-韦纳奇国家森林。